# Synagoge (Reichshoffen)

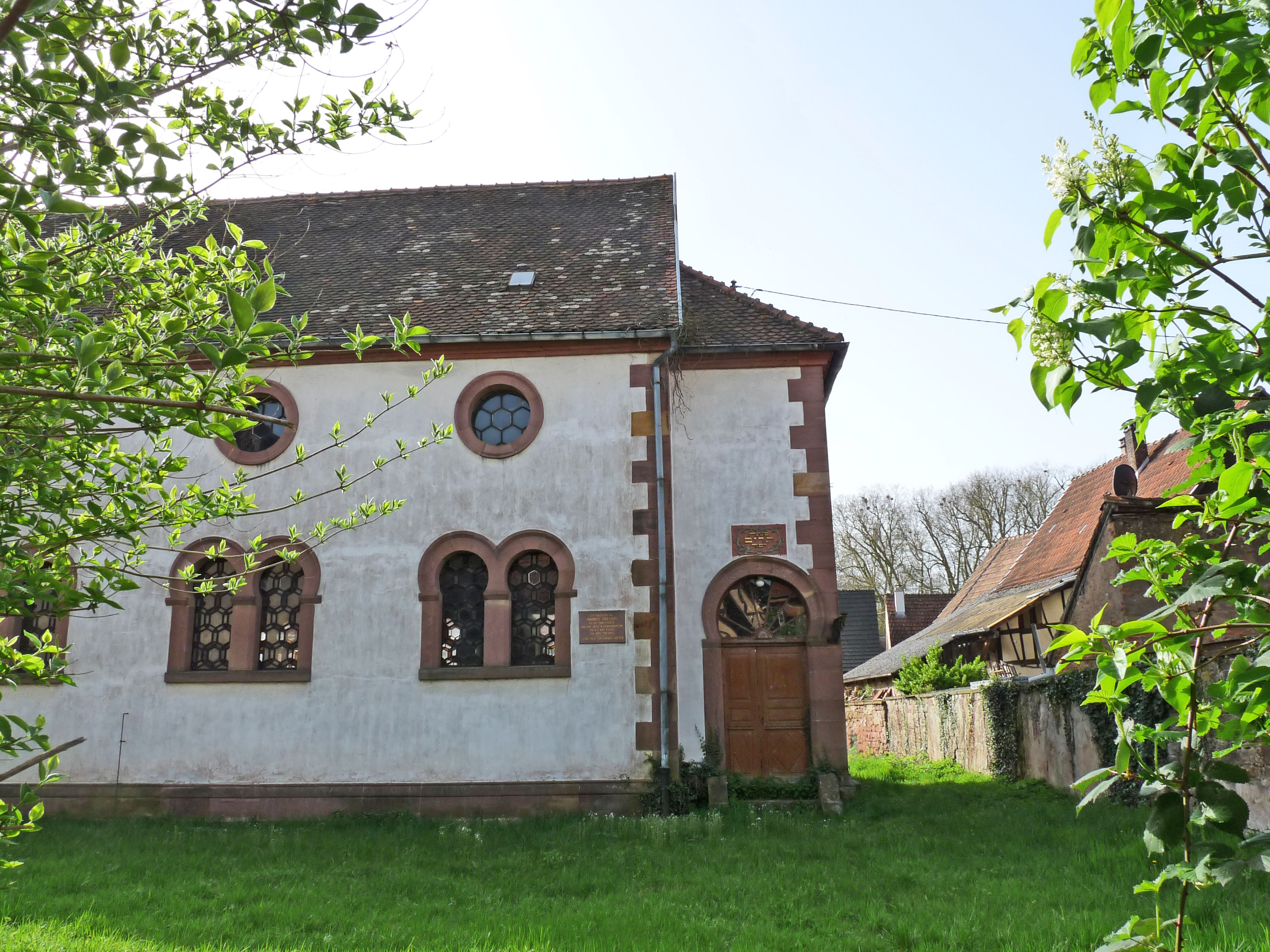
Synagoge in Reichshoffen

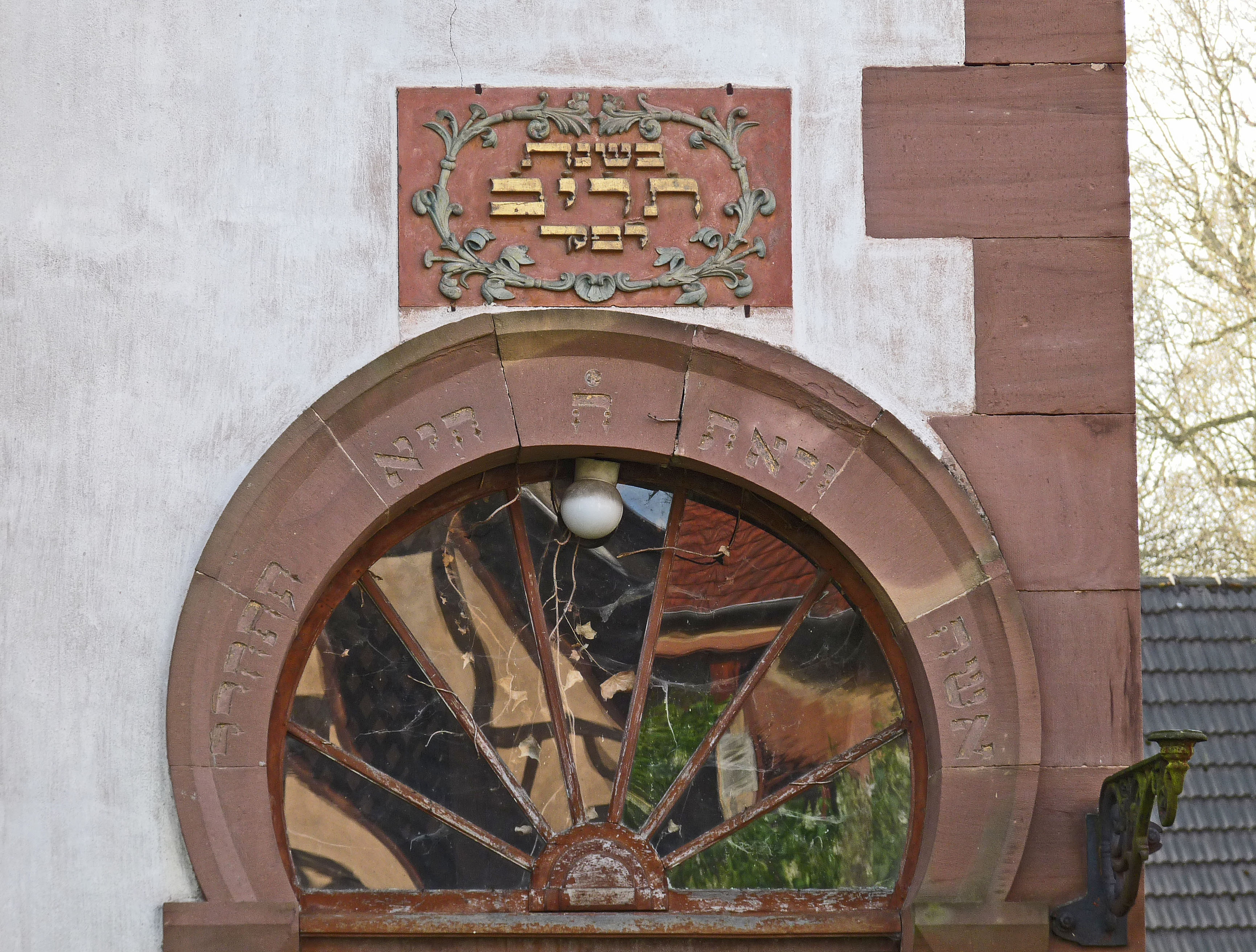
Inschrift über dem Portal

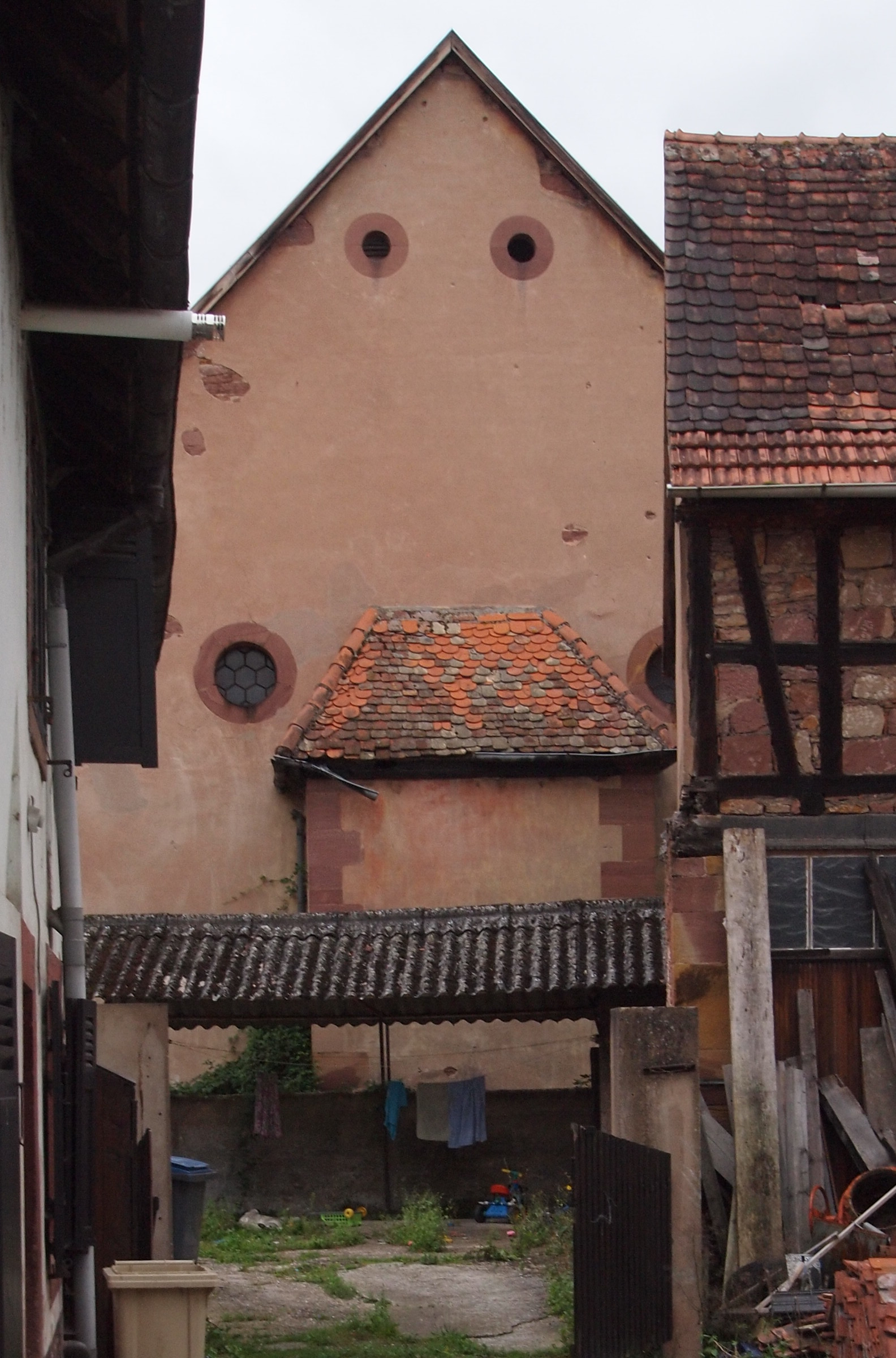
Giebelseite

Die Synagoge in Reichshoffen, einer französischen Stadt im Département Bas-Rhin in der historischen Region Elsass, ist ein ehemaliges Gotteshaus, das heute nicht mehr für den Gottesdienst genutzt wird. Die Synagoge befindet sich in der Rue de la Synagogue.

## Geschichte
Die jüdische Gemeinde in Reichshoffen ist seit den Wirren des Dreißigjährigen Krieges belegt. In Reichshoffen bestand bereits eine ältere Synagoge in der Rue des Juifs (Judengasse), die 1862 durch ein Feuer zerstört wurde. Eine neue Synagoge war bereits 1851/52 errichtet worden, da die jüdische Gemeinde in der Mitte des 19. Jahrhunderts ihren zahlenmäßigen Höchststand mit über 200 Mitgliedern erreicht hatte und deshalb die alte Synagoge zu klein geworden war.
Der neue Synagogenbau wurde durch den Architekten Albert Haas im neomaurischen Stil erbaut. Während der deutschen Besatzungszeit im Zweiten Weltkrieg wurde die Synagoge geplündert. Bis in die 1960er Jahre wurden Gottesdienste gefeiert. 1967 wurde die Synagoge geschlossen. Heute befindet sie sich in Privatbesitz.